# Simbolismo vegetariano e vegano
Vários símbolos foram desenvolvidos para representar vegetariano e veganismo. Vários são usados em embalagens de alimentos, incluindo rótulos voluntários, como a marca Vegan Society ou o V-Label (com apoio da União Vegetariana Europeia), bem como as marcas vegetarianas e não vegetarianas exigidas pelo governo indiano. Símbolos também podem ser usados por membros das comunidades vegetarianas e veganas para representar suas identidades e no curso do ativismo pelos direitos dos animais.

## Símbolos vegetarianos

### Marca vegetariana indiana

O símbolo de ponto verde (esquerda) identifica alimentos lacto-vegetarianos e o símbolo de ponto marrom (direita) identifica alimentos não vegetarianos

Alimentos embalados e cremes dentais vendidos na Índia devem ser rotulados com uma marca obrigatória para serem distinguidos entre lacto-vegetarianos e não-vegetarianos. O símbolo está em vigor seguindo a Lei de Segurança e Normas Alimentares (Embalagens e Rotulagem) de 2006, e recebeu um status obrigatório após o enquadramento dos respectivos regulamentos (Regulamento de Segurança e Normas Alimentares (Embalagem e Rotulagem) ) em 2011. De acordo com a lei, comida vegetariana deve ser identificada por um símbolo verde e comida não vegetariana por um símbolo marrom. Eles são definidos como:
"A comida vegetariana deve ter o símbolo de um círculo preenchido com a cor verde dentro de um quadrado com um contorno verde destacado na embalagem, contrastando com o fundo do painel principal de exibição, próximo ao nome ou marca do alimento".
"Alimentos não-vegetarianos (qualquer alimento que contenha todo ou parte de qualquer animal, incluindo pássaros, animais marinhos, ovos ou produtos de qualquer origem animal como ingrediente, excluindo mel, leite ou produtos lácteos), deve ter um símbolo de um marrom círculo cheio de cor dentro de um quadrado com um contorno marrom exibido de forma proeminente na embalagem, contrastando com o fundo no painel de exibição principal, próximo ao nome ou marca do alimento."
Pelo fato dos símbolos serem iguais em forma significa que uma pessoa com daltonismo pode não ser capaz de vislumbrar. Alguns recomendaram usar uma forma diferente no lugar do ponto marrom.
Em setembro de 2021, a FSSAI anunciou a adoção do novo símbolo vegano.

### V-Label
O V-Label, um V com uma folha, originou-se na União Vegetariana Europeia. O V-Label é um rótulo vegano e vegetariano internacional padronizado, apoiado pela EVU, com o objetivo de facilitar a identificação de produtos e serviços veganos e vegetarianos.

## Símbolos veganos

### Marca registrada vegana
A marca registrada Vegan, com seu icônico girassol, é um padrão reconhecido internacionalmente da The Vegan Society (que cunhou o termo "vegan"). Certifica produtos com o objetivo de facilitar a identificação de produtos veganos. Criado em 1990, foi o primeiro esquema de verificação vegano.

### V fechado
O V fechado (modelado após os símbolos A e E fechado) é um símbolo vegano popular, especialmente nas redes sociais onde é representado pelo símbolo Ⓥ do bloco Unicode Alfanuméricos Fechados. Um "V" dentro de um círculo não é usado para rotular produtos como veganos nem deve ser usado para determinar se um produto é vegano. Uma organização Kosher (Vaad Hoeir de St. Louis) possui e usa uma marca registrada dos EUA (marca de certificação) que consiste em um V dentro de um círculo.

### Emoji de mudas
Em fóruns da internet e redes sociais, o emoji de mudas (🌱) às vezes é usado para simbolizar o veganismo ou produtos veganos.

### Símbolo Veganarquia
O símbolo da Veganarquia, introduzido pela primeira vez impresso no panfleto Animal Liberation and Social Revolutionde Brian A. Dominick em 1995, combina o Círculo-V com o Círculo-A do simbolismo anarquista.

### Bandeira vegana
A bandeira vegana foi desenhada por um grupo em rede de designers gráficos e ativistas de vários países. O grupo foi aberto por Gad Hakimi, um ativista vegano e designer de Israel. que pretendia que fosse uma bandeira civil para representar o veganismo. A bandeira é composta por três triângulos azuis e verdes formando a letra V, a primeira letra da palavra "vegan".
Originalmente, alguns membros do grupo sugeriram que os animais fossem apresentados na bandeira, com cores vermelhas destacando-se para simbolizar o sangue dos animais abatidos. No entanto, o grupo acabou optando por fazer a bandeira sobre a igualdade entre humanos e animais, não sobre os próprios animais. Inspirada na bandeira LGBT do arco-íris, a bandeira foi criada na esperança de unir organizações e ativistas de direitos dos animais. As cores branco, verde e azul foram escolhidas para representar os habitats naturais dos animais: céu, terra e mar. A letra V significa vegano, e é uma pirâmide invertida destinada a simbolizar a capacidade de fazer o impossível.
V-Label
A V-Label internacional apoiado pela União Vegetariana Europeia é uma marca internacionalmente reconhecida e protegida para a rotulagem de produtos vegetarianos e veganos.

## Galeria
- Grafiteiro vegano mostrando um V fechado em Lisboa, Portugal
- Vegan Flag International, projetado por Gad Hakimi